# Bătrânești (okręg Botoszany)
Bătrânești – wieś w Rumunii, w okręgu Botoszany, w gminie Gorbănești. W 2011 roku liczyła 262 mieszkańców.